# Les Feebles
 (décembre 2023).
Si vous disposez d'ouvrages ou d'articles de référence ou si vous connaissez des sites web de qualité traitant du thème abordé ici, merci de compléter l'article en donnant les références utiles à sa vérifiabilité et en les liant à la section « Notes et références ».
Pour plus de détails, voir Fiche technique et Distribution.
Les Feebles (Meet the Feebles) est un film néo-zélandais réalisé par Peter Jackson et sorti en 1989. Écrit par Peter Jackson, son épouse Fran Walsh (dont c'est la première collaboration), ainsi que Stephen Sinclair et Danny Mulheron, il présente des marionnettes semblables à celles de Jim Henson mais dans une satire comique et perverse. 
Le film suit une troupe de music-hall, les Feebles, qui est dans sa dernière journée de répétition avant leur représentation du soir. Celle-ci étant filmée par une grande chaîne de télévision, la petite troupe a là l'occasion de connaître un succès sans précédent. Malheureusement la représentation va être perturbée par les pires clichés des coulisses de l'industrie du spectacle : adultère, drogue, paparazzis, maladies sexuellement transmissibles, et règlements de comptes meurtriers.
Tout comme l'émission Le Muppet Show d'Henson, les Feebles sont des marionnettes d'animaux membres d'une troupe de théâtre. Cependant, alors que les Muppets sont représentés sous un angle positif, avec une folie naïve et de l'innocence, les Feebles quant à eux sont dépeint de manière négative, représentants le vice et d'autres caractéristiques misanthropes. 

## Synopsis
Dans un music-hall, la troupe des Feebles répéte avant la représentation du soir qui les verrait accéder à la gloire si leur spectacle est un succès. En coulisse, tous ont leur secret : Miss Heidi, la chanteuse, est boulimique, Harry, le presentateur, passe son temps à coucher avec ses admiratrices, Sydney, l'éléphant dompteur, refuse de reconnaître son fils né de son ex (une poule), Wynyard, le lanceur de couteau est un drogué invétéré...C'est dans ce contexte que débarque Robert, un jeune comédien appelé à la dernière minute. 
Trevor, le bras droit de Bletch ayant insulté Heidi durant la répétition, la chanteuse vient se plaindre à son directeur, producteur et mari, Bletch qui lui promet de régler la situation sans savoir qu'il la trompe avec l'une des danseuses, Samantha. De son côté, Robert découvre le théâtre et tombe amoureux de Lucille, elle aussi, nouvelle. Grâce à Arthur, le régisseur, le couple se forme. Robert enchaine cependant les bévues : d'abord en interrompant Trevor qui tournait un film pornographique pour le compte de Bletch puis en remettant en question les choix artistiques de Sebastien, le metteur en scène. Ce dernier l'oblige à participer au numéro de Wynyard qui a récemment tué accidentellement sa partenaire car il n'avait pas pu payer Trevor pour qu'il lui fournisse son héroine. Pendant ce temps, Bletch et Barry, son homme de main, profitent d'une partie de golf avec Cedric, un dealer, pour qu'il leur fournisse un stock de cocaine le soir-même. 
Trevor ayant montré les rushs du film à Bletch qui doute de son succès, le rat décide de changer d'actrice en prenant Lucille qu'il drogue. Robert entre dans la loge par hasard alors que Trevor est sur le point de la violer et par quiproquo, le hérisson décide de rompre leur relation pensant que sa petite amie est une allumeuse. Dans sa chambre, Harry, lui, se sent de plus en plus mal et son docteur lui annonce qu'il a la myxomatose. Le lapin tente de dissimuler son état mais Fly, la mouche journaliste s'empresse de sortir un journal pour tout raconter. À la suite d'une remontrance faite par Sebastien, Heidi se précipite chez Bletch où elle le découvre en plein acte avec Samantha. La chanteuse refuse dès lors de se produire mais Bletch feint d'être toujours amoureux et Heidi revient sur sa décision.
Quelques heures avant le spectacle, Bletch découvre que Cedric les a roulé en leur donnant du borax. Accompagné de Trevor et de Barry, ils foncent aux docks pour récupérer la marchandise où il tue le gang de Cédric avant de revenir au théâtre. La première partie se passe très bien et la performance d'Heidi permet aux Feebles de décrocher un juteux contrat. La chanteuse, pensant que Bletch l'aime toujours, l'attire mais le producteur la rejette, lui disant qu'il l'a toujours détestée et que Samantha prendra sa place. C'est alors que le spectacle vire au drame : Harry, toujours malade, vomit sur scène, Wynyard complètement drogué, se suicide en ratant son lancer et Sydney, se fait disputer sur scène par son ex-femme. Pensant rattraper le coup, Sebastien décide d'interpréter une chanson que Bletch lui avait toujours refusé sur la sodomie. 
Pendant ce temps, Heidi, armée d'une mitraillette, décide de se suicider mais est interrompue par Samantha. La chatte se moque d'elle et Heidi, devenue folle, la tue avant de déambuler dans le théâtre tuant pratiquement tous les membres de la troupe. Comprenant qu'il l'aime toujours, Robert sauve de justesse Lucille. Bletch, par ruse, tente une dernière fois de l'amadouer mais Heidi le tue également. Entendant les voitures de police, elle demande à Arthur de lui mettre sa chanson. 
L'épilogue montre ce que sont devenus les survivants : Sebastien a écrit un livre sur la tuerie, Sydney s'occupe de son fils et est devenu horticulteur, Arthur profite de sa retraite et Robert, devenu photographe, s'est marié avec Lucille et a eu deux enfants. Heidi a changé d'identité en sortant de prison et est devenue caissière. 

## Personnages

### Personnages principaux
- Miss Heidi l'hippopotame : chanteuse vedette allemande, mégalomane, boulimique et sociopathe
- Mr Bletch le morse : producteur et mari infidèle d'Heidi
- Sebastien le renard : metteur en scène anglais, colérique, égocentrique et homosexuel
- Arthur le ver de terre : régisseur et homme à tout faire
- Trevor le rat : bras droit de Bletch, arrondit les fins de mois de la troupe en tournant des films pornographiques ou en dealant de la drogue, pervers et vulgaire
- Robert le hérisson : jeune recrue naïf, se rebelle contre la médiocrité des scénarios de Sebastien. Fan inconditionnel de Miss Heidi, il va l'aider à assouvir sa vengeance

### Personnages secondaires
- Samantha la chatte : maîtresse de Bletch
- Lucille la caniche : petite amie de Robert
- Fly la mouche : paparazzi scatophile
- Harry le lapin : monsieur loyal partouzeur
- Wynyard la grenouille : lanceur de couteau, vétéran du vietnam toxicomane.
- Sydney l'éléphant : dompteur et père indigne
- Sandy la poule : ex petite amie de Sydney
- Denis le tapir : sniffeur de culottes et acteur pornographique
- Barry le bulldog : chanteur et garde du corps de Bletch
- Cedric le sanglier : trafiquant de drogue

## Fiche technique
- Titre français : Les Feebles
- Titre original : Meet the Feebles
- Réalisation : Peter Jackson
- Scénario : Peter Jackson, Danny Mulheron, Stephen Sinclair et Fran Walsh
- Musique : Peter Dasent (en)
- Photographie : Murray Milne
- Montage : Jamie Selkirk
- Décors : Michael Kane
- Costumes : Glenis Foster
- Production : Jim Booth et Peter Jackson
- Société de distribution : South Gate Entertainment
- Budget : 750 000 dollars
- Pays de production :  Nouvelle-Zélande
- Langue originale : anglais
- Format : Couleurs - 1,85:1 - Mono - 16 mm
- Genre : Comédie noire, film musical
- Durée : 94 minutes
- Dates de sortie : 
  - Nouvelle-Zélande : 8 décembre 1989
  - France : 3 juillet 1991
- Classification : 
  -  Mention CNC[1] : interdit aux moins de 12 ans (visa d'exploitation no 76740 délivré le 12 juillet 1991)

## Distribution

### Voix originales
- Donna Akersten : Samantha la chatte / le mouton (voix)
- Stuart Devenie : Sebastian / Dr Quack / Daisy la vache / Sandy le poulet (voix)
- Mark Hadlow : Heidi / Robert / Barry le Bulldog (voix)
- Ross Jolly : (voix)
- Brian Sergent (en) : Wynyard la grenouille / Trevor le rat / la mouche (voix)
- Peter Vere-Jones (en) : Bletch / Arthur le ver (voix)
- Mark Wright (en) : Sid l'éléphant / le cancrelat / Louie le poisson (voix)
- Danny Mulheron (en) : Heidi l'hippopotame
- Doug Wren (en) : Bletch (voix)

### Voix françaises
Studio : S.T.A.R.T.
- Francine Lainé : Heidi
- Marc Alfos : Bletch
- Luq Hamet : Robert
- Gérard Berner : Trevor
- Roger Crouzet : Arthur
- Daniel Brémont : Sebastian
- Jean-Loup Horwitz : Harry
- Robert Darmel : Sidney
- Jacques Deschamps : Barry
- Régine Teyssot : Sandy
- Georges Atlas : Wynyard
- Patrice Dozier : Fly-in-the-sky / Dr Quack
- Françoise Cadol : Samantha
- Thierry Wermuth : Louie / Abi
- Marc Perez : Les Vietnamiens
- Annabelle Roux : Seymour

## Production
Les Feebles ont vu le jour lorsque Peter Jackson vit son projet Braindead tomber à l'eau. Par frustration il s'attela avec ses complices à, dit-il, « montrer ce qu'il se passait vraiment dans les coulisses entre Peggy la cochonne et Kermit la grenouille ».
Le tournage s'est déroulé à Wellington.

## Distinctions
- Prix de la meilleure actrice (Heidy, l'hippopotame du film), du meilleur réalisateur et des meilleurs effets spéciaux, lors du Fantafestival 1991
- Nomination au prix du meilleur film, lors du festival Fantasporto 1991

## Clins d’œil
Le film est monté comme un polar des plus classiques mais avec la touche magistrale de Peter Jackson. Celle-ci joue sur le décalage entre la forme (film de marionnettes basé sur des personnages zoomorphiques) et la violence du propos (dénonciation des travers de l'industrie du spectacle). Le propos non dissimulé est de donner la nausée au spectateur (d'où le titre, qui peut signifier « Rencontrez les Feebles » [nom de la troupe] ou « avoir la nausée » en anglais). C'est une parodie du Muppet Show à la fois sale, grossière et sanglante. Jackson a lui-même dit que ce film était malsain, ce qui fait sa beauté.
Plusieurs références et clin d'œils d'autres films de Peter Jackson apparaissent dans ce film, on peut par exemple citer l'apparition d'un extra-terrestre de Bad Taste (autre film de Peter Jackson) dans le public à la fin du film.
L'une des séquences du film parodie de la partie de roulette russe visible dans le film Voyage au bout de l'enfer (1978) de Michael Cimino.